# Wat Phra Si Sanphet
Wat Phra Sri Sanphet (tiếng Thái: วัดพระศรีสรรเพชญ์, phiên âm: Vát Bơ-la Xi Xan-bét) là một di tích khá quan trọng trong quần thể di tích công viên lịch sử Ayutthaya được công nhận là di sản văn hóa thế giới vào năm 1991 - thuộc thành phố Ayutthaya – thủ phủ của tỉnh Ayutthaya.

## Vị trí

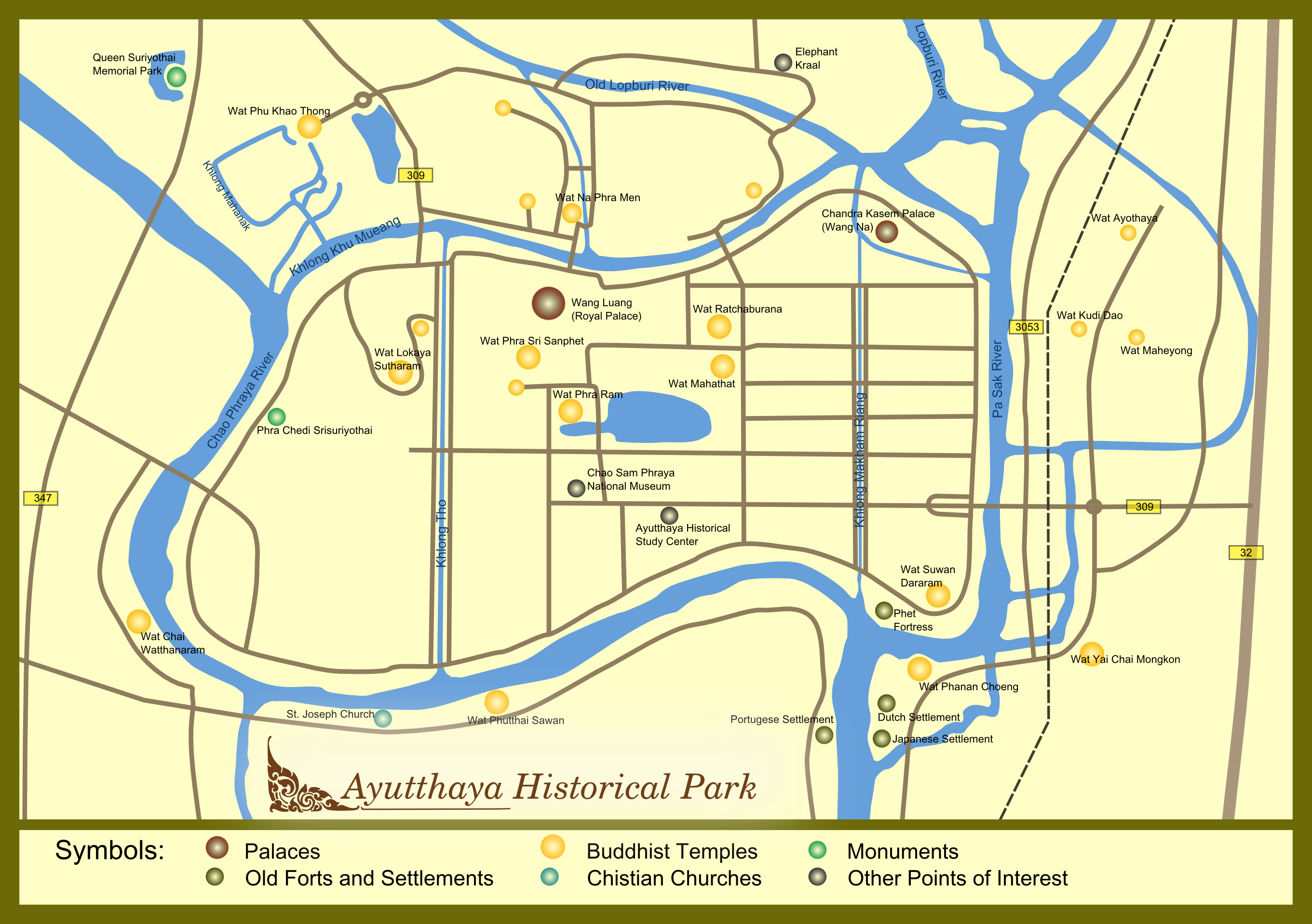
Bản đồ vị trí chùa: chùa nằm ngay vị trí trung tâm của Hoàng Cung Ayutthaya

Chùa là di tích còn sót của Hoàng cung Ayutthaya, là một trong những di tích khá quan trọng và là di tích được nhiều du khách tham quan nhất. Chùa nằm ngay vị trí trung tâm của công viên lịch sử cùng với Wat Phra Ram, Wat Mahathat, Wat Ratchaburana tạo thành một phức hợp di tích có giá trị cao về lịch sử.
Hoàng cung Ayutthaya vốn là một nơi kín cổng cao tường và là nơi ở của vua và hoàng gia thuộc vương triều Ayutthaya. Được khởi xây bởi vua U - Thong và dưới giai đoạn trị vì của vua Borom Trailokkanat cũng như nhiều vị vua sau đó, rất nhiều công trình và hạng mục đã được thêm vào. Có thể nói, Hoàng Cung và các ngôi chùa xung quanh tạo thành nên một vương triều hùng mạnh lúc bấy giờ. Tổng thể công trình gồm nhiều hạng mục, vô số chùa chiến mà ngày nay, phần còn lại của Hoàng Cung chỉ là sự đổ nát, hoang tàn của cuộc chiến tranh giữa Xiêm La và quân đội Miến Điện bấy giờ.
Rất tiếc là cuộc xâm lăng hủy diệt của người Miến Điện đã tàn phá tất cả, chỉ để trơ lại giữa đất trời bộ nền móng bằng gạch, một số cột nhà và những bức tường tróc mẻ.

## Miêu tả

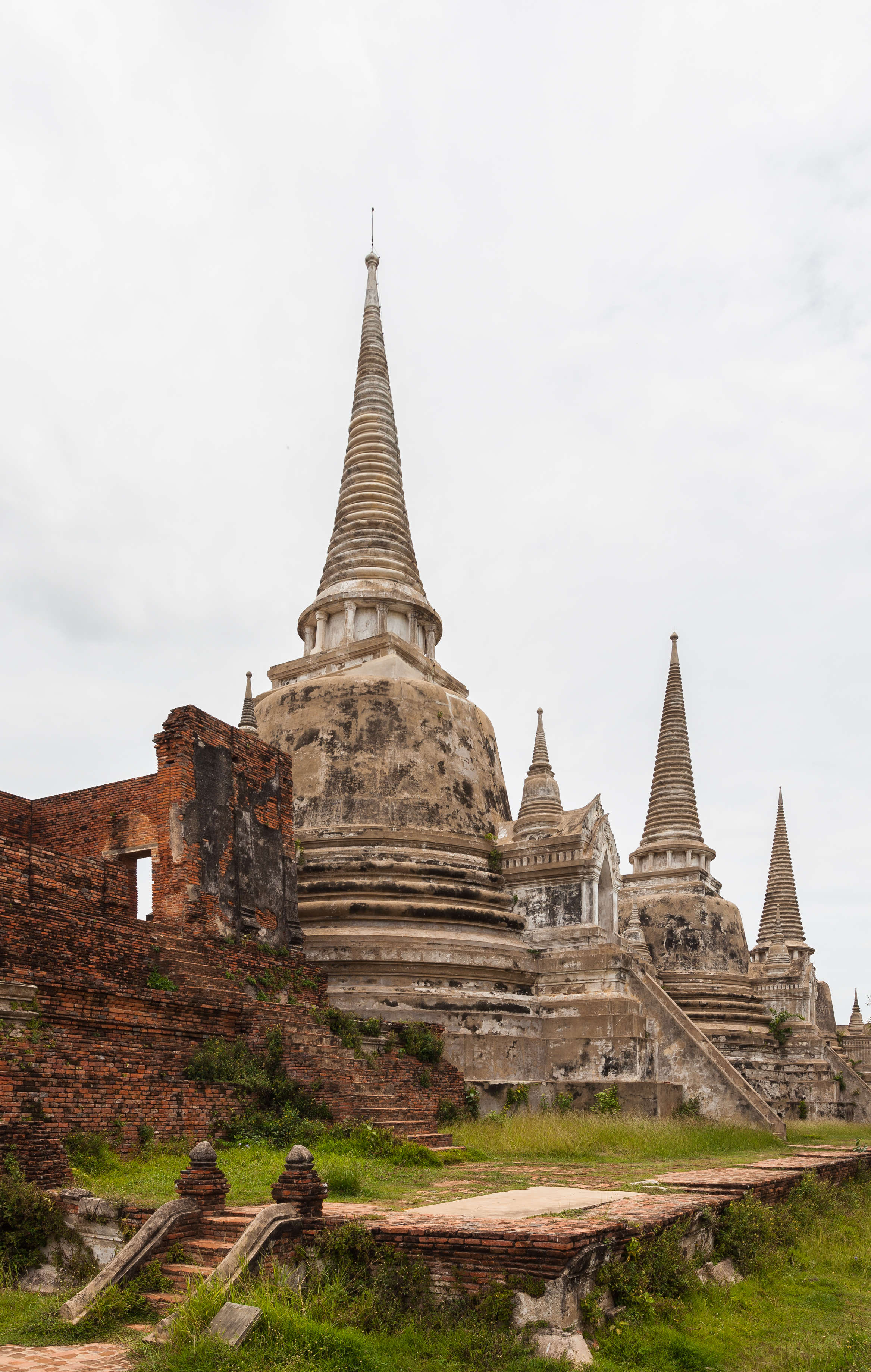
Các ngôi bảo tháp của hoàng cung Ayutthaya...

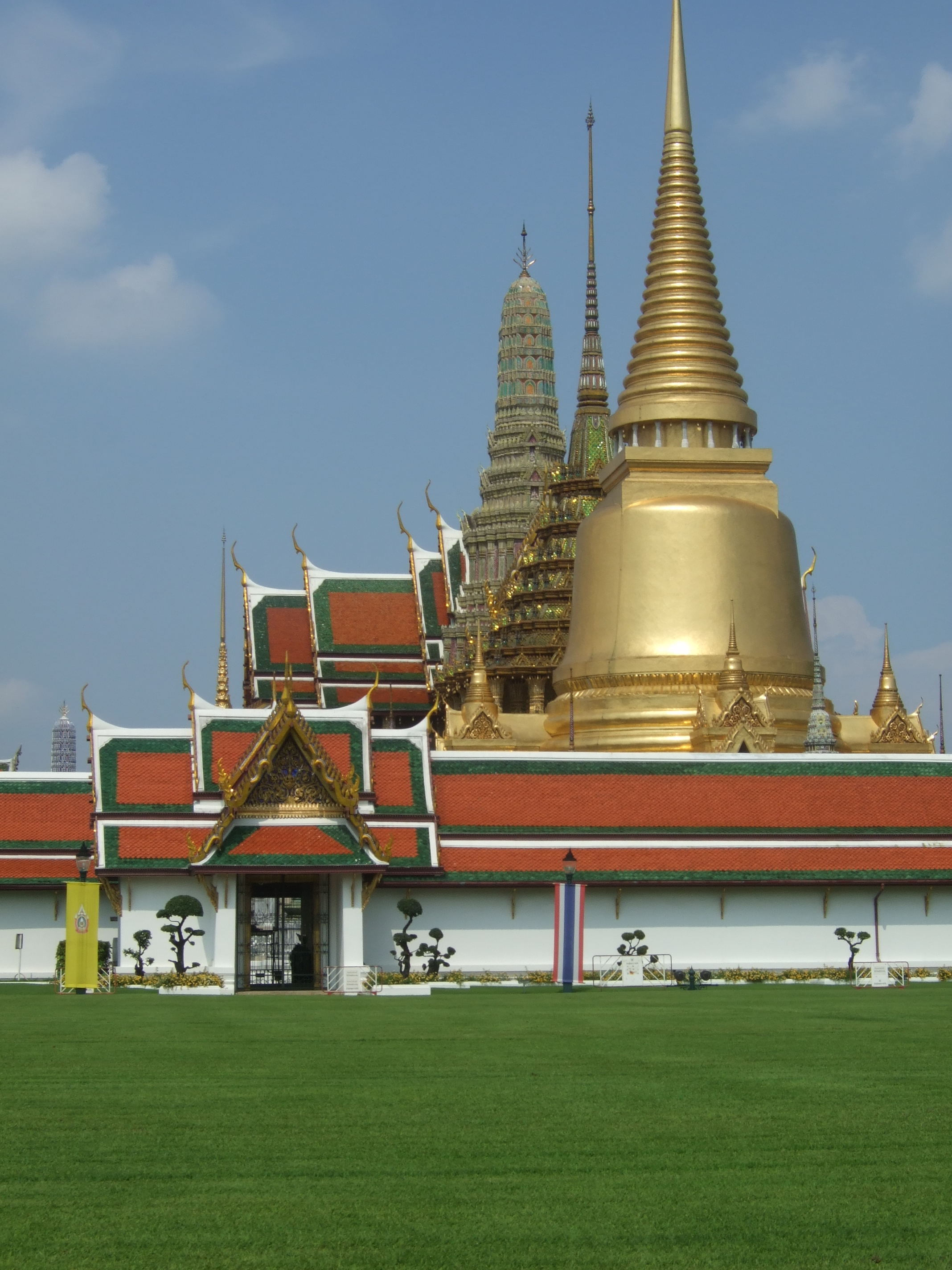
...và bảo tháp của Wat Phra Kaew rất giống nhau

Wat Phra Si Sanphet là một hạng mục không thể tách rời với cố cung. Tiêu điểm của Wat Phra Si-Sanpeth là ba ngôi mộ tháp kiểu Ceylonese (Sri Lanka) đứng sừng sững bên nhau, giống như kiến trúc của chùa Phật Ngọc – Wat Phra Kaew ở Bangkok, vốn là nơi cất giữ thiêng liêng tro cốt của ba vị vua trị vì trong thời kỳ Ayutthaya. Hai ngôi mộ tháp được xây dựng bởi vua Ramathibodi II, một cho vua cha của mình là Borom Trailokkanat và một cho người anh em - vua Borom Rachathirat III. Ngôi mộ tháp còn lại chứa tro cốt của chính vua Ramathibodi II và được xây dựng bởi vua Borom Rachnophtthangkun.
Wat Phra Si-sanpeth là một ngôi đền riêng biệt của hoàng gia, do đó không có bất kỳ một vị sư tăng nào cư trú ở ngôi đền này dù họ vẫn thường được mời đến vào các buổi lễ hỏa táng của hoàng gia hay tham dự vào các nghi lễ tôn giáo khác. Năm 1500, vua Ramathibodi II ra lệnh đúc một bức tượng Phật dát vàng cao 16m để các thành viên của hoàng gia có thể bày tỏ sự sùng kính của mình, tuy nhiên kẻ xâm lăng Burma năm 1767 đã nung chảy toàn bộ lớp vàng trên bức tượng và lấy đi rất nhiều đồ vật trang trí khác. Sau này, vua Rama I (1782-1809) đã cho chuyển cốt của bức tượng này về chùa Wat Pra Chetaphun ở Bangkok.
Ngày nay, cả cố cung và ngôi chùa đều được chính quyền chú ý gìn giữ, bảo tồn và khôi phục một số hạng mục (như đoạn chóp tròn trên đỉnh của ba ngôi mộ tháp), tuy nhiên vẫn không che giấu được sự tàn phá của chiến tranh và thời gian.

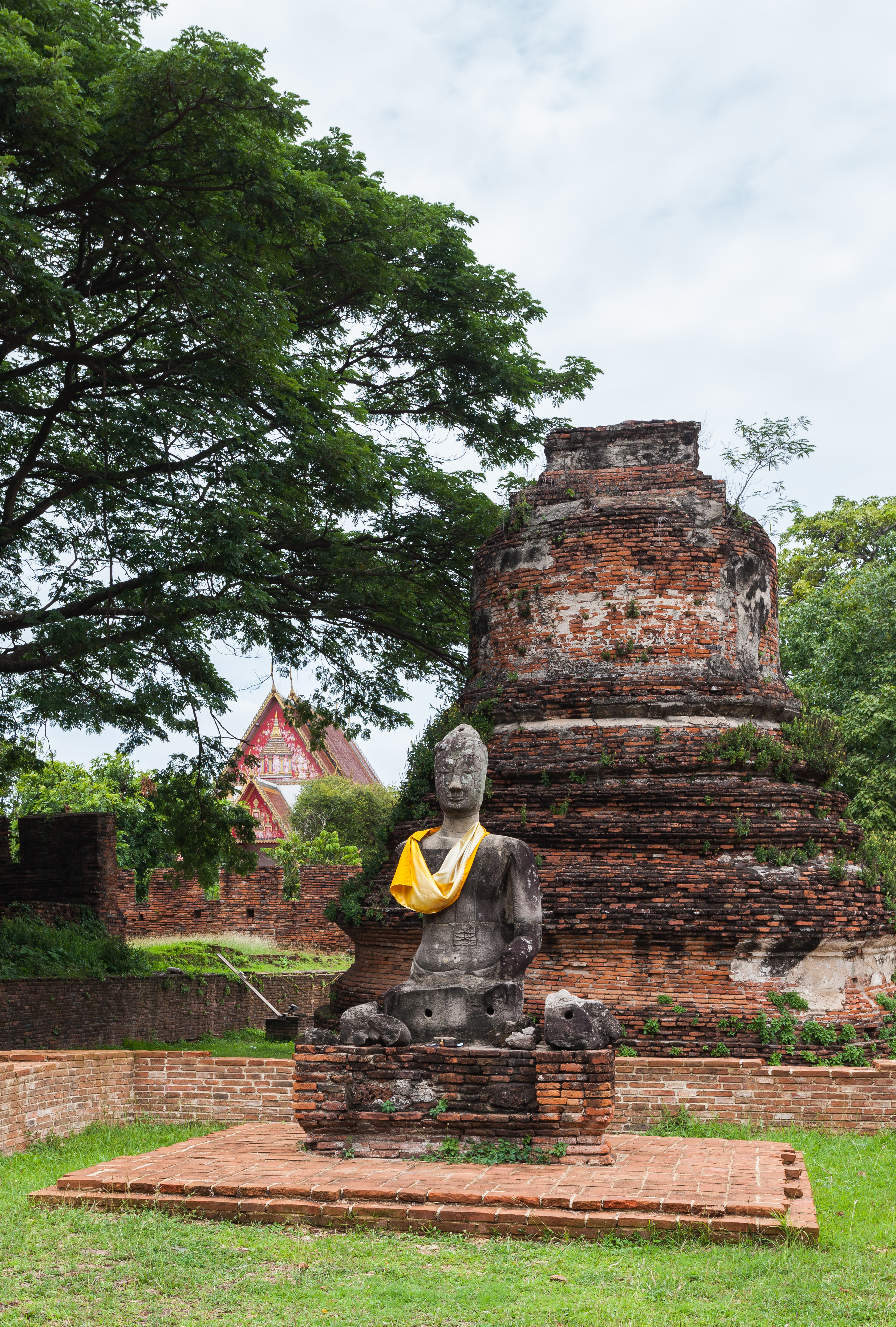
Du khách không thể ngờ rằng nơi đây từng là Hoàng Cung Ayutthaya lừng danh một thời

## Phục hồi
Năm 1956, di tích được phục chế rất nhiều, tuy nhiên vẫn không che nổi sự đổ nát và điêu tàn. Tuy nhiên, chính sự đổ nát và điêu tàn đó đã phản ảnh một thời kỳ huy hoàng và thời kỳ lụi tàn của một vương triều hùng mạnh. Chính không gian ngày nay, cùng với những cây hoa sứ đỏ trổ hoa quanh năm, khiến cho di tích thu hút rất nhiều du khách.